# Phyllachora dolichogena
Phyllachora dolichogena är en svampart. Phyllachora dolichogena ingår i släktet Phyllachora och familjen Phyllachoraceae.

## Underarter
Arten delas in i följande underarter:
- atroinquinans
- phaseoli
- phaseolina
- pumila
- samoënsis
- circinata
- dolichogena